# Jean Stablinski
Jean Stablewski, kendt som Jean Stablinski (21. maj 1932, Thun-Saint-Amand, Frankrig – 22. juli 2007) var en fransk professionel cykelrytter fra en familie af polske immigranter. Han cyklede fra 1952 til 1968 og vandt 105 løb som professionel. Han vandt det nationale landevejsløb fire gange – 1960, 1962, 1963 og 1964 – VM i landevejscykling i 1962, det første Amstel Gold Race i 1966 og Vuelta a España i 1958.